# Wouter Artz
Wouter Artz (Woerden, 14 maart 1985) is een Nederlandse voetbaltrainer en voormalig voetballer.

## Spelerscarrière

### Clubcarrière
Artz begon met voetbal bij VEP (Vlug En Paraat) in Woerden en verhuisde op z'n tiende naar Feyenoord. Artz kwam in competitieverband nooit voor Feyenoord in actie, maar kreeg wel een invalbeurt tijdens de UEFA-Cup wedstrijd tegen FC Basel eind 2004. In 2006 trok hij naar België, naar Cercle Brugge. Door blessures kwam hij in drie seizoenen niet verder dan enkele invalbeurten en mocht op het einde van het seizoen 2008-2009 vertrekken bij Cercle. Op 10 juni 2009 tekende Artz na een stageperiode een contract bij FC Volendam. Ook daar kwam hij niet veel aan spelen toe.
Vervolgens was hij twee seizoenen actief bij toenmalig tweedeklasser FCV Dender EH. Na de degradatie van Dender naar Derde klasse tekende hij een contract bij vierdeklasser KVK Ieper. Door aanhoudende blessureproblemen zette hij tijdens de lente van 2013 een punt achter zijn spelerscarrière.

### Interlandcarrière
Artz doorliep alle Nederlandse nationale jeugdreeksen en zat ook vaak in de selectie van Jong Oranje. Hij zat in de preselectie voor het WK 2005 voor spelers onder de 20, maar haalde de uiteindelijke kern niet.

## Statistieken
| seizoen | club          | land               | competitie      | wed. | goals |
| ------- | ------------- | ------------------ | --------------- | ---- | ----- |
| 2004/05 | Feyenoord     | Vlag van Nederland | Eredivisie      | 0    | 0     |
| 2004/05 | → Excelsior   | Vlag van Nederland | Eerste divisie  | 18   | 0     |
| 2005/06 | → Excelsior   | Vlag van Nederland | Eerste divisie  | 9    | 0     |
| 2006/07 | Cercle Brugge | Vlag van België    | Jupiler League  | 0    | 0     |
| 2007/08 | Cercle Brugge | Vlag van België    | Jupiler League  | 1    | 0     |
| 2008/09 | Cercle Brugge | Vlag van België    | Jupiler League  | 2    | 0     |
| 2009/10 | FC Volendam   | Vlag van Nederland | Eerste divisie  | 11   | 0     |
| 2010/11 | FCV Dender EH | Vlag van België    | Tweede klasse   | 28   | 0     |
| 2011/12 | FCV Dender EH | Vlag van België    | Tweede klasse   | 23   | 0     |
| 2012/13 | KVK Ieper     | Vlag van België    | Vierde klasse A | 2    | 0     |
| 2013/14 | KVK Westhoek  | Vlag van België    | Vierde klasse A |      |       |
| Totaal  | Totaal        | Totaal             | Totaal          | 94   | 0     |

## Trainerscarrière
In het seizoen 2015/16 begon Artz zijn trainerscarrière bij de U16 van Cercle Brugge. Sinds het seizoen 2016/17 traint hij samen met zijn ex-ploegmaat Jimmy De Wulf de  U21 van Cercle Brugge.